# Aleurokonidium

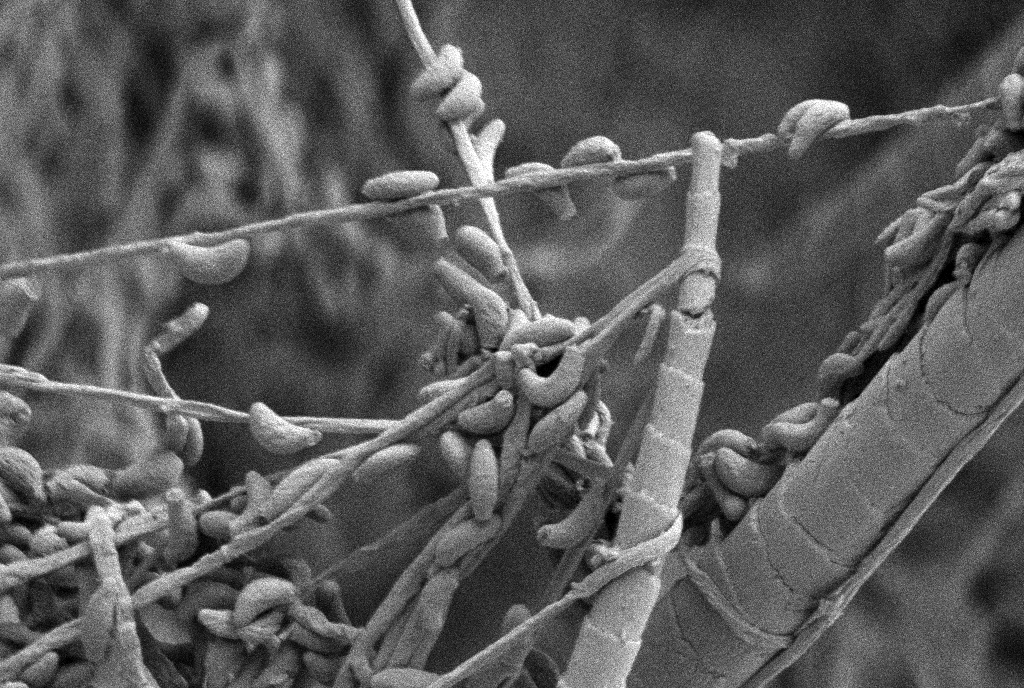
Przylegające do strzępek aleurospory Pseudogymnoascus destructans

Aleurokonidium, aleurospora (łac. aleuroconidium) – rodzaj zarodnika konidialnego. Charakteryzuje się tym, że przylega do szczytu strzępki lub do jej boku i ma szeroką podstawę. Aleurokonidia mogą być jedno lub dwukomórkowe. Uwalniają się poprzez lizę lub rozpad ściany komórkowej. Zwykle można je odróżnić od innych zarodników po ściętej podstawie. Aleurokonidiami są np. niektóre makrokonidia u dermatofitów.
Występowanie aleurokonidiów jest np. wspólną cechą gatunków należących do rodzaju Pseudogymnoascus.